# Psicofarmacología
La psicofarmacología es una disciplina científica que estudia el efecto de fármacos con especial atención a las manifestaciones cognitivas, emocionales/motivacionales y conductuales. En este sentido, puede estar relacionada con el estudio o tratamiento farmacológico de la Psicopatología.

## Historia
Las raíces de la farmacología en la psiquiatría se encuentran en una serie de eventos que comenzaron con el aislamiento de la morfina del opio por Sertürner en 1806, el litio del petalitio por Arfwedson en 1817 y por el bromo del alga de mar por Balard en 1926; continuado por la síntesis del hidrato cloral por Lieblig en 1832 y el ácido barbitúrico por Bayer en 1863; y culminado por la síntesis del anillo fenotiazino por Bernthsen en 1883, la estructura de la anfetamina (fenilpropilamina) por Edeleanu en 1887 y el núcleo iminodibenzil de Thiele y Holzinger en 1899.
La historia de la farmacoterapia de la enfermedad mental se puede dividir en tres periodos:
1. La introducción de la morfina, el bromuro de potasio, el hidrato cloral, escopolamina, paraldehído, etc. durante la segunda mitad del siglo XIX (primer periodo), lo que llevó a reemplazar las ataduras físicas por medios farmacológicos de control.
2. La introducción del ácido nicotínico, penicilina, tiamina, etc. durante la primera mitad del siglo XX (segundo periodo), lo que llevó a cambios significativos en el diagnóstico y distribución de pacientes psiquiátricos; la psicosis debido a la pelagra y demencia debido a parálisis sifilítica general virtualmente desaparecieron de los hospitales psiquiátricos y la prevalencia de dismnesias disminuyó notablemente.
3. El tratamiento con drogas terapéuticamente efectivas para manía, esquizofrenia, depresión, trastorno bipolar, trastorno de ansiedad generalizada, trastorno de pánico, trastorno obsesivo-compulsivo, enfermedad de Alzheimer, etc. durante la segunda mitad del siglo XX (tercer periodo) trajo atención a la heterogeneidad de las poblaciones entre las categorías de diagnósticos de esquizofrenia y depresión.

La introducción de los primeros psicotrópicos y del espectrofotofluorímetro durante la década de 1950 dio inicio a desarrollo de la neuropsicofarmacología.
La introducción de tecnología genética para la separación de subtipos de receptores en la década de 1980 abrió el camino para “diseñar” drogas psicotrópicas con diferente afinidad a los receptores hacia finales del siglo XX.

## Descripción
Desde ciertas posturas, explicar el mecanismo de acción de un psicofármaco sobre la psicopatología mediante explicaciones basadas en neurotransmisores no es, realmente y en su sentido literal, una explicación. El cerebro es de gran complejidad neuroquímica, donde cada neurona se ve influida por la acción de otras miles en porciones de tiempo realmente cortas. Por ejemplo, se sabe que los más modernos antidepresivos (de inhibición selectiva) tardan unas semanas en hacer efecto, si bien no se conoce exactamente mediante qué proceso y por qué razón precisa exactamente ese tiempo. Por otro lado, que un trastorno esté relacionado (correlación) con alguna actividad excesiva electroquímica por parte de la amígdala del cerebro no implica que deban usarse necesariamente psicofármacos. Practicar deporte o la psicoterapia puede, de hecho, contrarrestar dicha actividad electroquímica excesiva, al potenciar el control del córtex sobre el resto de estructuras más primitivas.
De hecho, desde la psicología de la conducta, la causa de la psicopatología está siempre en el ambiente. Alteraciones orgánicas o la acción de psicofármacos supondrían una base estructural sobre la que el ambiente determina la conducta y sus problemas psicopatológicos. 
Según la revista científica Psicothema, que realizó una revisión a la luz de recientes investigaciones en aquellos años, concluyó que tan sólo en el trastorno bipolar y en la esquizofrenia, la psicoterapia se ha mostrado menos eficaz que el tratamiento con psicofármacos.

## Tipos de fármacos
Los fármacos utilizados en psicofarmacología pueden clasificarse en cinco grupos que se enumeran a continuación:
- Antidepresivos
- Ansiolíticos
- Antipsicóticos
- Antirrecurrenciales
- Antiparkinsonianos

### Antidepresivos
Inhibidores de la monoaminoxidasa (IMAO)
- Fenelzina
- Tranilcipromina (Parnate)
- Moclobemida
- Selegilina

Antidepresivos tricíclicos clásicos
- Imipramina (Tofranil, Elepsin CL)
- Clomipramina (Anafranil)
- Amitriptilina (Tryptanol, Uxen Retard)
- Nortriptilina (Karile)
- Protriptilina (Doxederm)
- Maprotrilina
- Amoxapina
- Doxepina
- Desipramina
- Trimipramina

Inhibidores selectivos de la recaptación de serotonina (ISRS)
- Fluoxetina (Prozac, Foxetin, Neupax, Saurat)
- Sertralina (Zoloft, Atenix, Irradial, Insertec)
- Paroxetina (Paxil, Aropax, Psicoasten, Meplar, Neurotrox)
- Fluvoxamina
- Citalopram (Seropram, Psiconor, Humorap, Zentius)
- Escitalopram (Lexapro, Meridian)

Inhibidores mixtos de la recaptación de serotonina y noradrenalina
- Venlafaxina (Efexor, Elafax, Sesaren)
- Desvenlafaxina (Pristiq, Ixium)
- Milnacipram (Dalcipran, Ixel)
- Duloxetina (Cymbalta, Duxetin)

Inhibidores mixtos de la recaptación de noradrenalina y dopamina
- Bupropión	(Wellbutrin SR, Odranal)

Antidepresivos con otro mecanismo de acción
- Mianserina (Lerivon)
- Mirtazapina (Remeron, Comenter, Noxibel)

### Ansiolíticos (benzodiazepinas)
- Clonazepam (Rivotril)
- Alprazolam (Xanax, Tafil)
- Lorazepam
- Midazolam
- Bromazepam
- Diazepam (Valium)
- Clordiazepóxido
- Oxazepam

### Antipsicóticos
Antipsicóticos típicos (neurolépticos)
- Clorpromazina
- Levomepromazina
- Flufenazina
- Haloperidol
- Molindrona
- Pimozida
- Tioridazida
- Tiotixeno
- Zuclopentixol
- Triluoperazina

Antipsicóticos atípicos
- Risperidona
- Olanzapina
- Quetiapina
- Zotepina
- Clozapina
- Ziprazidona
- Sertindol
- Raclopride
- Amisulprida
- Loxapina
- Lurasidona
- Amperocida
- Melperona
- Savoxepina
- Aripiprazol

### Antirrecurrenciales (o estabilizadores del estado de ánimo)
- Carbonato de litio
- Valproato
- Carbamazepina
- Lamotrigina
- Oxcarbazepina
- Topiramato